# Scyloxes
Scyloxes és un gènere d'aranyes araneomorfes de la família dels escitòdids (Scytodidae). Fou descrit per primera vegada l'any 1992 per P. M. Dunin.
Scyloxes asiatica és segons el World Spider Catalog amb data de 7 de gener de 2018, l'única espècie del gènere. És endèmica del Tadjikistan (Àsia central).